# Deep Space Industries
Deep Space Industries или DSI — бывшая частная американская компания по промышленному освоению астероидов. Компания предполагала начать коммерческую деятельность с 2016 года. 1 января 2019 года была приобретена компанией Bradford Space.

## История
О создании компании было объявлено 22 января 2013 года, спустя девять месяцев после создания компании «Planetary Resources». В настоящее время компания имеет три космических аппарата.
По словам главного исполнительного директора DSI Дэвида Гампа, одной из начальных целей компании является дозаправка спутников связи. Также предполагается тесное сотрудничество с НАСА на околоземных орбитах в миссиях к Марсу. В среднесрочной перспективе DSI планирует построить межпланетную сеть коммуникации, а также орбитальные генераторы энергии, а в долгосрочной — колонизация Солнечной системы и добыча ресурсов с астероидов. По состоянию на 22 января 2013 года DSI ищет спонсирования в размере двадцати миллионов долларов для осуществления своих планов.

## Технологии
Первый космический аппарат, спроектированный DSI, — FireFly — весил 25 килограмм и предназначался для поиска подходящих для разработки астероидов. Запуск его планируется в 2015 году. Второй аппарат — DragonFly — должен был появиться в 2016 году и предназначаться для доставки 150 кг астероида на околоземную орбиту.
К 2023 году DSI планировала начать активную добычу металлов, газа и воды из астероидов. В астероидах может находиться сравнительно небольшое количество драгоценных металлов платиновой группы и других. Первые должны были доставляться на Землю для дальнейшей обработки, вторые — использоваться в качестве материалов для нужд самой компании, например, для постройки огромных солнечных панелей.
Для качественной обработки металлов в космосе DSI создала микрогравитационный 3D-принтер, известные как «MicroGravity Foundry». Этот принтер может создавать прочные конструкции в невесомости, например, каркасы для солнечных батарей.

## Критика
Замысел DSI получил как положительные, так и отрицательные отзывы. Отрицательные, в принципе, сводятся к дороговизне доставки грузов с/на орбиту Земли; в пример приводится проект OSIRIS-REx. В ответ DSI заявил, что большая часть материалов будет использоваться именно в космосе.